# Oscar Beregi junior
Oscar Beregi junior (* 12. Mai 1918 in Budapest, Österreich-Ungarn (heute: Ungarn); † 1. November 1976 in Los Angeles, Kalifornien) war ein US-amerikanischer Schauspieler ungarischer Herkunft.

## Leben
Oskar Beregi war der Sohn des prominenten Film- und Bühnenschauspielers Oscar Beregi senior. Die Familie Beregi verließ Ungarn kurz nach Ende des Zweiten Weltkriegs, und Oscar Beregi junior emigrierte nach einem Zwischenaufenthalt in Chile in die USA. Dort arbeitete er im Zeitraum von 1959 bis 1976 als Nebendarsteller in Kinofilmen und in Fernsehserien. In dem Kinofilm Was Sie schon immer über Sex wissen wollten, aber bisher nicht zu fragen wagten von Woody Allen spielte er in der Episode Was geschieht bei der Ejakulation? ein Teammitglied in der zentralen Steuerung des Gehirns. In Stanley Kramers starbesetztem Filmdrama Das Narrenschiff verkörperte er die Rolle eines Vaters, der den von Oskar Werner gespielten Schiffsarzt bittet, seiner Tochter Abführmittel zu verschreiben.
Mindestens ebenso bekannt wurde Beregi junior allerdings durch seine zahlreichen Gastrollen im Fernsehen. In der Episode Operation Aktentasche (englisch: Operation Briefcase) der Fernsehserie Ein Käfig voller Helden spielte er den General Stauffen. Er trat in drei Episoden der Twilight Zone auf, darunter als ehemaliger SS-Mann Gunther Lutze in der Folge Deaths-Head Revisited, in der er auf dramatische Weise mit seiner Schuld konfrontiert wird. Oscar Beregi starb 1976 im Alter von 58 Jahren an einem Herzinfarkt, seine letzte Rolle hatte er im selben Jahr in der Fernsehserie Einsatz in Manhattan.

## Filmografie (Auswahl)
- 1960: Land der tausend Abenteuer (North to Alaska)
- 1960: Machen wir’s in Liebe (Let’s Make Love)
- 1961: Jagd auf Eichmann (Operation Eichmann)
- 1961: Urteil von Nürnberg (Judgment at Nuremberg)
- 1964: My Fair Lady
- 1964: 36 Stunden (36 Hours)
- 1964: Ein Mann kam nach New York (Youngblood Hawke)
- 1964: Der erstaunliche Mr. Limpet (The Incredible Mr. Limpet)
- 1965: Das Narrenschiff (Ship of Fools)
- 1965: Morituri
- 1970: Die große weiße Hoffnung (The Great White Hope)
- 1971: Die Organisation (The Organization)
- 1972: Was Sie schon immer über Sex wissen wollten, aber bisher nicht zu fragen wagten (Everything You Always Wanted to Know About Sex* (*But Were Afraid to Ask))
- 1974: Frankenstein Junior (Young Frankenstein)